# João Aparecido Bergamasco
João Aparecido Bergamasco SAC (* 15. Mai 1967 in Tuneiras do Oeste, Paraná) ist ein brasilianischer Ordensgeistlicher und römisch-katholischer Bischof von Primavera do Leste-Paranatinga.

## Leben
João Aparecido Bergamasco studierte Philosophie (1987–1988) und Theologie (1990–1993) am Institut für Philosophie und Theologie in Santa Maria im brasilianischen Bundesstaat Rio Grande do Sul. Bereits 1990 trat er in die Ordensgemeinschaft der Pallottiner ein, legte am 25. März 1993 die Profess ab und empfing am 26. Dezember 1993 das Sakrament der Priesterweihe.
Am 19. Dezember 2018 ernannte ihn Papst Franziskus zum Bischof von Corumbá. Die Bischofsweihe spendete ihm der emeritierte Bischof von Umuarama, José Maria Maimone SAC, am 3. März des folgenden Jahres. Mitkonsekratoren waren der Erzbischof von Manaus, Sérgio Eduardo Castriani CSSp, und der Bischof von Dourados, Henrique Aparecido De Lima CSsR.
Papst Franziskus bestellte ihn am 4. Oktober 2023 zum Bischof von Primavera do Leste-Paranatinga. Die Amtseinführung erfolgte am 3. Dezember desselben Jahres.